# 大野瑞生
大野 瑞生（おおの みずき、1994年8月1日 - ）は、日本の俳優である。岡山県出身。吉本興業所属。

## 出演

### テレビドラマ
- ウルトラシリーズ - 渡会健太 役
  - 新ウルトラマン列伝 第1話（2013年7月3日、テレビ東京）
  - ウルトラマンギンガ（2013年7月10日 - 12月18日、テレビ東京）
  - ウルトラマンギンガS 最終話（2014年12月23日、テレビ東京）
- 烈車戦隊トッキュウジャー 第23、25、45、47話（2014年、テレビ朝日） - 渡嘉敷涼 役
- セカンド・ラブ（2015年2月6日 - 3月20日、テレビ朝日） - 高柳譲 役
- 24時間テレビスペシャルドラマ 母さん、俺は大丈夫（2015年8月22日、日本テレビ） - 大野勇樹 役
- ふなっしー探偵（2016年1月7日、フジテレビ） - 西本剣 役
- 科捜研の女 第15シリーズ 第13話（2016年2月25日、テレビ朝日） - 片岡裕二（17歳） 役
- ボイスII 110緊急指令室（2021年7月24日・31日、日本テレビ） - 前薗俊哉 役
- TOKYO MER〜走る緊急救命室〜（2021年9月5日・12日、TBS） - 公安警察 役
- 王様に捧ぐ薬指 第9話（2023年6月13日、TBS） - 馬場 役
- めぐる未来 第2話（2024年1月25日、読売テレビ・日本テレビ） - 警察官 役
- ブラックペアン シーズン2 第7話（2024年8月25日、TBS）- 秘書 役

### 映画
- 育子からの手紙（2010年4月19日、フィルム・クレッセント）
- ウルトラシリーズ - 渡会健太 役
  - ウルトラマンギンガ 劇場スペシャル（2013年9月7日、松竹）
  - ウルトラマンギンガ 劇場スペシャル ウルトラ怪獣☆ヒーロー大乱戦!（2014年3月15日、松竹）

### 舞台
- ミュージカル・テニスの王子様2ndシーズン（2011年 - 2012年） - 水野カツオ 役
- 鉈切り丸（2013年10月12日 - 11月30日）
- WILD HALF～奇跡の確率～（2014年1月9日 - 11日） - Ｗ主演・岩瀬健人 役
- ヒストリーボーイズ （2014年8月29日 - 9月21日） - クラウザー 役
- 舞台『弱虫ペダル』IRREGULAR〜2つの頂上〜（2015年10月8日 - 11月8日） - 糸川修作 役[1]
- ミュージカル『刀剣乱舞』〜三百年の子守唄〜（2017年3月4日 - 4月23日） - 松平信康 役[2]
- 黒い羊の仮説（2017年7月12日 - 17日） -  主演・内藤英二役[3]
- 冬の四重奏～4名の演出家によるオムニバス朗読劇～[4]
- アンミカ case.1 『unravel』(2018年5月2日-5月6日)
- SAMAEL（2018年6月9日 - 17日） - コバルト役
- 白いキャンバス（2018年8月29日 - 9月2日） - アドルフ役[5]
- さいごのなみだ（2018年9月19日 - 10月12日）[6]
- ミュージカル『刀剣乱舞』〜三百年の子守唄2019〜（2019年1月20日 - 3月24日） - 松平信康 役[7]
- ブレーメンの音楽隊（2019年5月24日 - 28日）[8]
- ミュージカル『刀剣乱舞』～葵咲本紀～（2019年8月3日 - 10月27日） - 松平信康 役[9]
- ミュージカル『刀剣乱舞』歌合 乱舞狂乱 2019（2019年11月24日 - 2020年1月23日） - 松平信康 役[10]
- ぶきような嘘（2020年12月2日 - 8日） - 樹木 役
- TAAC「世界が消えないように」（2021年4月7日 - 13日） - 田原大智 役
  - 再演（2023年4月7日 - 16日）
- 舞台『家族のはなし』（2021年8月14日 - 15日） - 柏木圭 役
- TAAC「ダムウェイター」(2021年11月3日 - 10日)[11]
- ミュージカル『ロミオの青い空』（2022年3月31日 - 4月3日） - アンゼルモ・ロッシ 役
- エドワード8世からのラブレター 〜マルゲリッツ・アリベールは、有罪か、無罪か？（2022年11月25日 - 12月18日） - 主演・マーシャル・ホール 役(Wキャスト)
- OFFICE SHIKA×新宿シアタートップス『9階団地のスーパースター』（2024年2月29日 - 3月10日）[12]
- Stage Reading『A Bright New Boise』（2024年5月10日 - 19日） - アレックス 役[13]
- ムシラセ『ナイトーシンジュク・トラップホール』（2024年7月16日 - 21日）[14]
- ミュージカル刀剣乱舞　祝玖寿 乱舞音曲祭（2024年11月15日▪︎16日、幕張メッセ国際展示場9･10･11ホール）松平信康役　会場替わり出演
- FOLKER（2025年2月14日 - 23日）[15]
- 劇団『ハイキュー!!』“出逢い”（2025年5月17日 - 6月1日） - 武田一鉄 役[16]

### バラエティー
- ザ!世界仰天ニュース「人体の謎スペシャル」（2022年2月7日） - 再現VTR 小林役[17]

### CM
- 警視庁「万引き防止」

### ゲーム
- 日本循環器学会「心止村湯けむり事件簿｜AEDサスペンスドラマゲーム」 - 主演・エイド役

### DVD
- 千葉県県民生活課「インターネット×リアル」

### PV
- GACKT「The Next Decade」（2009年8月11日） - KEN 役